# Mocsári ágjáró
A mocsári ágjáró (Cranioleuca vulpina) a madarak (Aves) osztályának verébalakúak (Passeriformes) rendjébe és a fazekasmadár-félék (Furnariidae) családjába tartozó faj.

## Rendszerezése
A fajt August von Pelzeln osztrák ornitológus írta le 1856-ban, a Synallaxis nembe Synallaxis vulpina néven.

## Alfajai
- Cranioleuca vulpina alopecias (Pelzeln, 1859)
- Cranioleuca vulpina apurensis Zimmer & Phelps, 1948
- Cranioleuca vulpina dissita (Wetmore, 1957) vagy Cranioleuca dissita[1]
- Cranioleuca vulpina foxi Bond & Meyer de Schauensee, 1940
- Cranioleuca vulpina reiseri (Reichenberger, 1922)
- Cranioleuca vulpina vulpina (Pelzeln, 1856)[2]

## Előfordulása
Dél-Amerikában, Bolívia, Brazília, Guyana, Kolumbia és Venezuela területén honos. Természetes élőhelyei a szubtrópusi és trópusi síkvidéki esőerdők, mocsári erdők és cserjések, édesvizű tavak, folyók és patakok környéke. Állandó nem vonuló faj.

## Megjelenése
Testhossza 16 centiméter, testtömege 16 gramm.

## Életmódja
Ízeltlábúakkal táplálkozik.

## Természetvédelmi helyzete
Az elterjedési területe rendkívül nagy, egyedszáma ismeretlen. A Természetvédelmi Világszövetség Vörös listáján nem fenyegetett fajként szerepel.